# Poa conglomerata
Poa conglomerata es una especie botánica de pastos de la subfamilia Pooideae. Es originaria de Centroamérica.

## Descripción
Planta perenne densamente cespitosa. Tiene tallos de 30 cm de altura, erectos. Hojas glabras; lígula de 0.5-1.5 mm; láminas 5-8 cm x 1-2.5 mm, dobladas, las láminas basales blandas, algo patentes. Panícula de 4-8 x 1 cm, linear, densa; ramas 1-2 en el nudo más inferior, adpresas, con espiguillas hasta la base. Espiguillas 3.2-4 mm, adpresas; gluma inferior 2.2 mm, 3-nervia; gluma superior 2.6 mm, 3-nervia; flósculos 3; lemas 2.2-2.7 mm, la superficie y la quilla escabriúsculas, el callo lanoso; páleas escabriúsculas en las quillas.

## Distribución y hábitat
Se encuentra en las rocas calcáreas a una altitud de 3000 metros desde el centro de México y Guatemala.

## Taxonomía
Poa conglomerata fue descrita por Rupr. ex Peyr. y publicado en Linnaea 30(1): 8. 1859.
Etimología
Poa: nombre genérico derivado del griego poa = (hierba, sobre todo como forraje).
conglomerata: epíteto latino que significa "agrupada".